# Kazincbarcika–Rudabánya-vasútvonal
A Borsod-Abaúj-Zemplén vármegyében fekvő Kazincbarcika–Rudabánya-vasútvonal a MÁV 95-ös számú, egyvágányú, nem villamosított mellékvonala. Voltak egyéb kiágazások, Szuhakálló bejárat előtt a szeles aknák felé, Szuhakálló Rudabánya felé levő kijáratnál Rudolftelep felé, Alberttelep felé. A rudabányai vonalból iparvasút kiágazás volt Felsőnyárád (Feketevölgy) felé.

## Története
A mai vasútvonal elődjének első, Barcika (mai nevén Kazincbarcika) és Ormospuszta (mai nevén Ormosbánya) közötti szakaszát a MÁV építette. A vasútvonal megépülésének elsődleges célja a környék szénbányáiból kitermelt szén elszállítása volt. A jelentős földmunkával épült 10,1 km hosszú vonalat 1912. november 1-jén nyitották meg. A viszonylag sok műtárgy közül a legjelentősebb a Sajó felett épült, hat nyílású, 60 m hosszú híd. A felépítmény 23,6 kg/fm tömegű, „i” jelű sínekből épült.
A vasútvonal a 194/2016. (VII. 13.) kormányrendelet értelmében 2023. december 27-én megszűnt.

## Felépítmény
A napjainkban is hagyományos, hevederes illesztésű vasútvonal utoljára 1960-1961 között volt átépítve. Akkor a pályában a sínek 48,3 kg/fm-es sínekre, az aljak jellemzően „E” jelű, szórványosan egyéb, geós sínleerősítésre alkalmas vasbetonaljakra lettek cserélve. Egy, a személyszállítás szüneteltetését megelőző tanulmány szerint a vasútvonal a bevezetett 30 km/h-s sebességkorlátozással biztonságosan járható.

## Forgalom
A vasútvonalon 2007. március 4. óta nincs személyszállítás.
A pálya vasútbiztonságilag veszélyes, mivel sok helyen ellopták a síncsavarokat, azonban a sínpárok megvannak és némi felújítással járható a vonal. A jelzőket és a biztosítóberendezéseket teljesen ellopták.

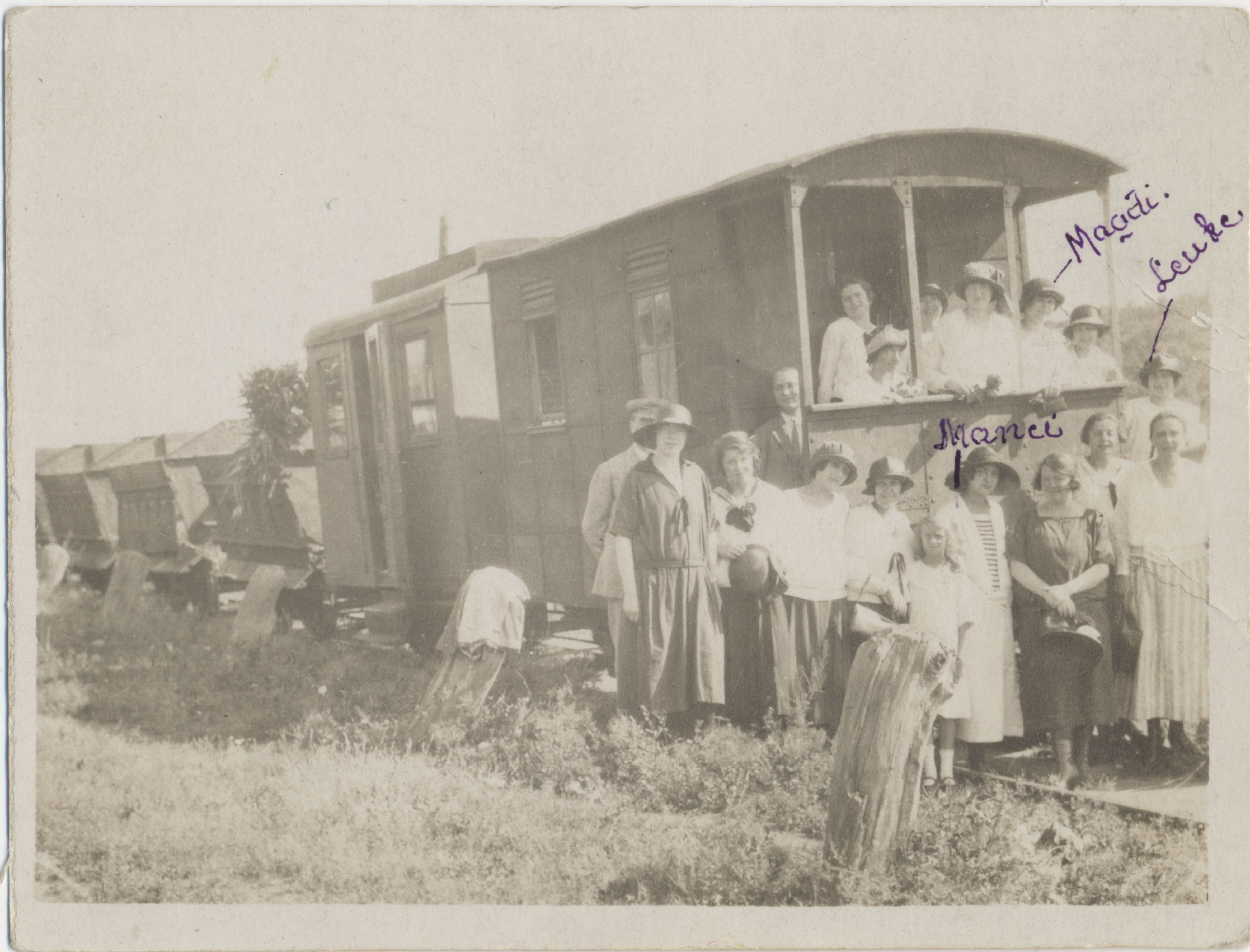
Vonat Ormosbányán 1924-ben